# 堀内俊夫
堀内 俊夫（ほりうち としお、1918年2月16日 - 2009年10月26日）は、日本の政治家。環境庁長官（第19代）、参議院議員（3期）、奈良県天理市長（第3代）。

## 来歴・人物
奈良県天理市生まれ。1938年、奈良師範学校（現奈良教育大学）専攻科卒業。
1966年、奈良県天理市長に初当選。天理市長在任中は近畿市長会会長も務める。1975年秋の褒章で県議会議員や市長として公共の福祉に奉仕し地方自治の発展に貢献したとして藍綬褒章受章。1976年、参議院奈良県選挙区補欠選挙に自由民主党公認で立候補し、当選。以後参議院議員を3期務める。1982年、参議院文教委員長に就任。1987年、竹下内閣で環境庁長官に任命される。閣僚名簿の発表の際、内閣官房長官小渕恵三に名前を呼び忘れられるハプニングがあり、小渕は会見中に発言を訂正。堀内の元に謝罪に訪れた小渕に対し、怒りを見せることなく「かえって名前が売れた」とコメントした。1989年、政界から引退。
2009年10月26日、脳卒中のため奈良県奈良市の病院で死去。91歳没。死没日をもって旭日重光章追贈、正四位に叙される。